# Hrabstwo Greene (Pensylwania)
Greene – hrabstwo w stanie Pensylwania w USA. Populacja liczy 38686 mieszkańców (stan według spisu z 2010 roku).
Powierzchnia hrabstwa to 1497 km² (w tym 5 km² stanowią wody). Gęstość zaludnienia wynosi 25,9 osoby/km².

## Miejscowości

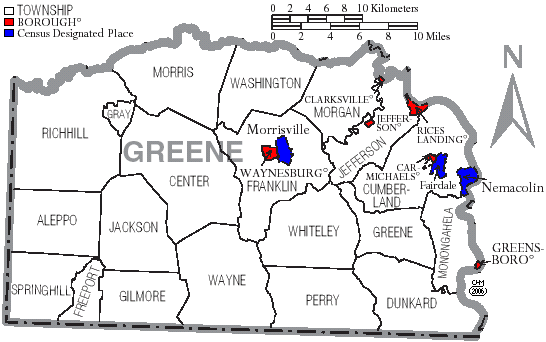
Rozmieszczenie miast i Broughs na mapie hrabstwa

### Miasta
- DuBois

### Boroughs
| - Carmichaels - Clarksville - Greensboro | - Jefferson - Rices Landing - Waynesburg |